# Experimentální film
Experimentální film je druh filmu, jehož počátky sahají do 20. let 20. století. Příklad experimentálního filmu je Rien que les heures (1926) Alberta Cavalcantiho nebo Dog Star Man (1961-1964) Stana Brakhage. Mezi experimentální režiséry patří například i Andy Warhol.